# Pavol Removčík
Pavol Removčík (15. listopadu 1936 – 4. února 2009) byl slovenský a československý politik Komunistické strany Slovenska a poslanec Sněmovny národů Federálního shromáždění za normalizace.

## Biografie
K roku 1971 se uváděl jako soustružník.
Ve volbách roku 1971 zasedl do slovenské části Sněmovny národů (volební obvod č. 111 - Dolný Kubín, Středoslovenský kraj). Ve FS setrval do konce funkčního období, tedy do voleb roku 1976.